# Округ Грејам (Канзас)
Округ Грејам (енгл. Graham County) је округ у америчкој савезној држави Канзас. По попису из 2010. године број становника је 2.597. Седиште округа је град Хил Сити.

## Демографија
Према попису становништва из 2010. у округу је живело 2.597 становника, што је 349 (11,8%) становника мање него 2000. године.
| Група             | 2000.         | 2010.         |
| Белци             | 2.790 (94,7%) | 2.357 (90,8%) |
| Афроамериканци    | 95 (3,2%)     | 99 (3,8%)     |
| Азијати           | 8 (0,3%)      | 9 (0,3%)      |
| Хиспаноамериканци | 23 (0,8%)     | 59 (2,3%)     |
| Укупно            | 2.946         | 2.597         |